# Equisetum × schaffneri
Equisetum × schaffneri là một loài dương xỉ trong họ Equisetaceae. Loài này được Milde mô tả khoa học đầu tiên năm 1861.